# El Rebollar
El Rebollar és un dels 25 llogarets (aldea) o pedanies del municipi valencià de Requena, a la Plana d'Utiel-Requena.
Es troba a 60,6 km de la ciutat de València i a uns 8 de Requena. Al seu terme es troba el Jaciment del Rebollar.

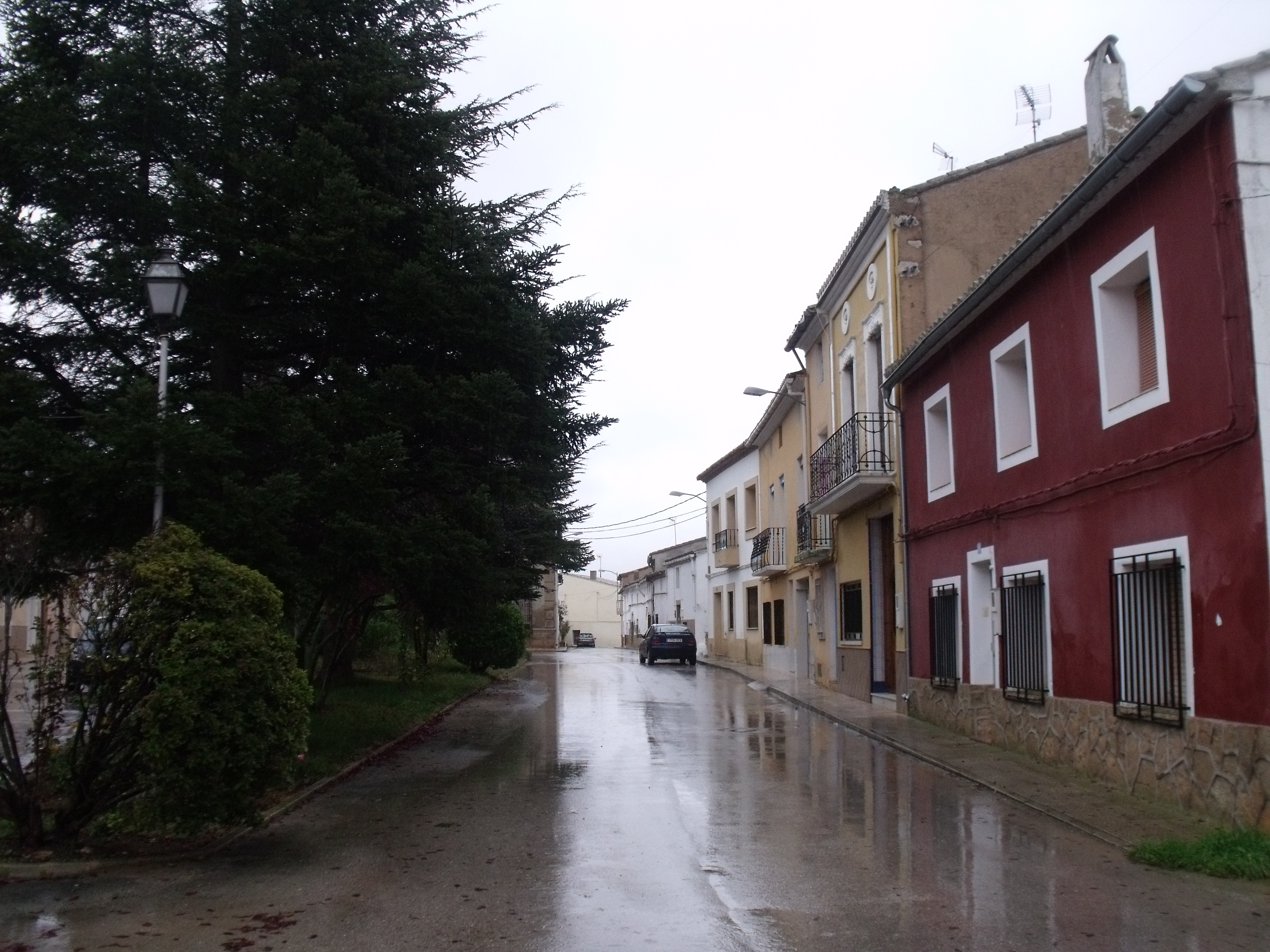
Carrer del poble

## Llocs d'interès
El Pico de El Tejo i La Herrada, amb uns 1.250 msnm, és el més important del terme municipal del municipi. Es pot ascendir al cim per un escarpat camí, be siga caminant, amb vehicle tot terreny o amb bicicleta. En dies clars fins i tot es pot albirar el mar des del cim. Al sud es troba una de les més importants masses boscoses de la comarca, la Herrada del Gallego. És una àmplia zona que es pot recórrer en part amb el cotxe. Hi ha una reserva de caça, propietat de la Generalitat Valenciana, on cabres salvatges i cérvols es reprodueixen en llibertat.
L'Aeròdrom de Requena, per a aviació general i esportiva, amb una pista asfaltada de 995x18m., on es troba l'escola de pilots i la col·lecció d'avions històrics en vol de la Fundació Aèria de la Comunitat Valenciana (FACV), a més de taller de manteniment autoritzat, combustible, cafeteria i restaurant.

## Festes i tradicions
Les festes patronals s'organitzen entorn del 2 de maig, en honor de la Mare de Déu del Rosari, i es perllonguen al cap de setmana més proper. En l'estiu també se celebren des de principis del segle XXI festes cap al final de juliol o principi d'agost.

## Com arribar

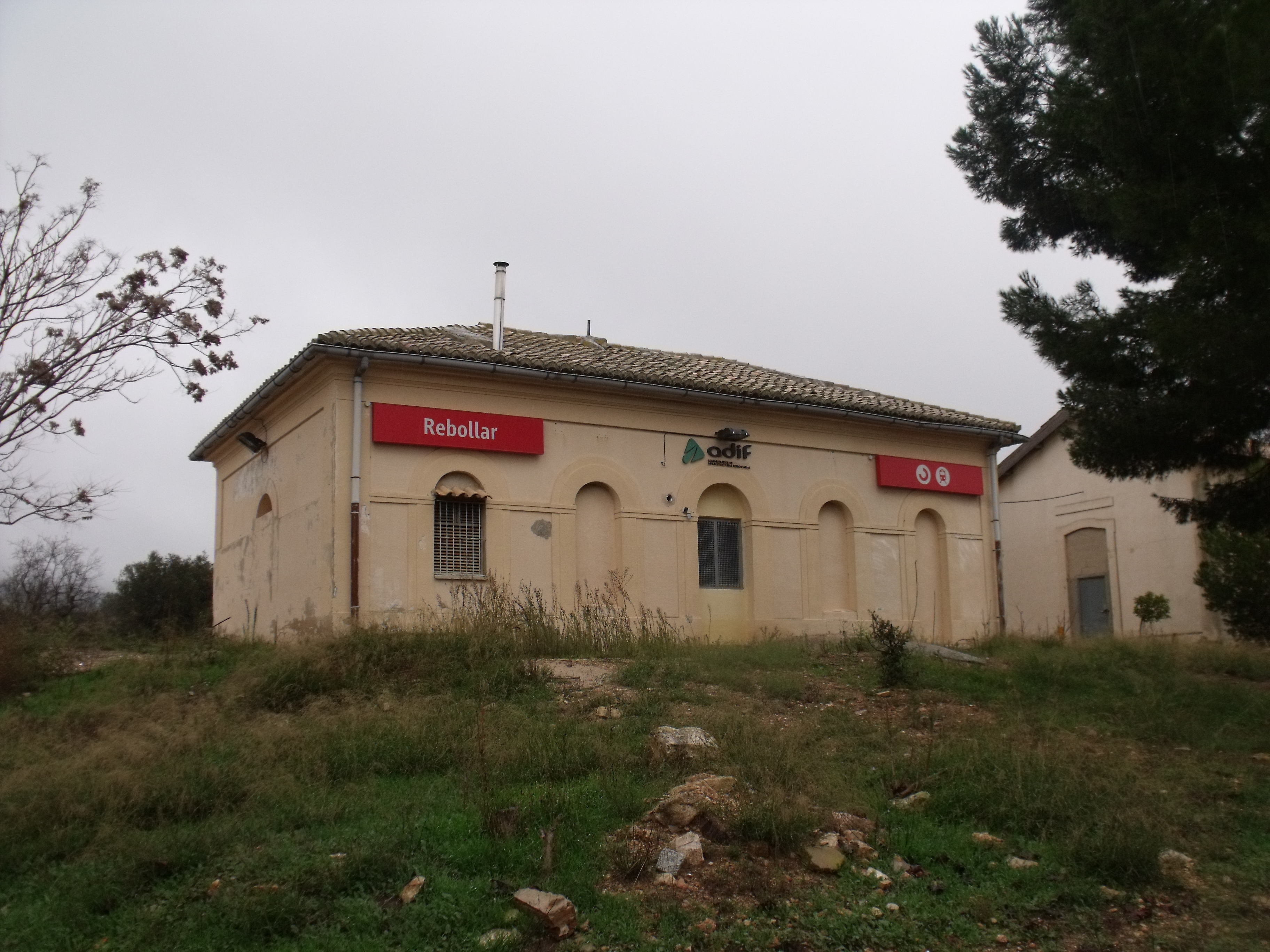
Estació de El Rebollar

- Amb cotxe, prenent des de l'autovia A-3 la sortida 297 "El Rebollar".
- Amb tren, amb la Línia C-3 de Renfe Rodalies, baixant en l'estació de "El Rebollar".
- Amb avió, a l'Aeròdrom de Requena (LERE), no controlat, d'aviació general i esportiva, amb la seva pista asfaltada de 995x18m. ASPH. Orientació 30-12. Radio 123.325Mhz.